# Vicente Albero
Vicente Albero Silla, né le 6 décembre 1944 à Valence, est un homme politique espagnol, membre du Parti socialiste ouvrier espagnol (PSOE).
Initialement engagé dans le monde de l'entreprise, il devient haut fonctionnaire du ministère de l'Agriculture, puis secrétaire d'État à l'Environnement. En 1993, il est nommé ministre de l'Agriculture, poste dont il démissionne au bout de dix mois à cause d'une fraude fiscale. Il se retire de la vie politique, échouant à faire son retour en 2003.

## Biographie

### Parcours d'homme d'affaires
Il est titulaire d'une licence en sciences économiques de l'université Complutense de Madrid. Il rejoint ensuite le monde des affaires, comme gérant de Aznar, S.A., une société de produits financiers. Par la suite, il est désigné vice-président de l'entreprise publique Mercasa, spécialisée dans la fourniture de produits frais.

### Haut responsable administratif engagé à gauche
D'abord membre du Front de libération populaire (FELIPE) sous le franquisme, il adhère au Parti socialiste valencien (PSV), puis au Parti socialiste ouvrier espagnol (PSOE).
Le 22 décembre 1982, il est nommé directeur général des Industries agraires et alimentaires du ministère de l'Agriculture, de la Pêche et de l'Alimentation. Il est relevé de ses fonctions le 28 février 1987, afin de devenir président du Fonds de réglementation et de régulation des productions et prix agricoles (FORPPA).

### Haut responsable politique
Il quitte son poste le 21 septembre 1989, afin de se présenter aux élections générales du 29 octobre dans la province de Valence. Élu au Congrès des députés, il est pressenti, en avril 1990, comme ministre de l'Agriculture dans le cadre du départ de Manuel Chaves, mais le remaniement attendu n'a finalement pas lieu. Finalement, le 6 mai 1991, il est nommé secrétaire d'État aux Politiques de l'eau et à l'Environnement du nouveau ministère des Travaux publics et des Transports, constitué lors du remaniement du 13 mars précédent. À la suite des élections générales du 6 juin 1993, il devient, le 14 juillet, ministre de l'Agriculture, de la Pêche et de l'Alimentation.

### Fin de carrière
Après la révélation d'une fraude fiscale d'une ampleur de vingt millions de pesetas, commise à l'occasion d'une opération boursière, lorsqu'il était encore gérant de la société Aznar S.A, il annonce, le 4 mai 1994, sa démission, qu'il justifie par sa volonté « d'affecter le moins possible l'image du gouvernement », ajoutant que « c'est le parti qui doit décider du futur » de son siège de député. Par un courrier daté du 10 juin, il renonce à son mandat parlementaire et à ses fonctions de membre de la commission exécutive du Parti socialiste du Pays valencien-PSOE (PSPV-PSOE).
Le 18 janvier 2003, il est investi, comme indépendant, tête de liste du Bloc nationaliste valencien (BNV) dans la province de Castellón pour les élections régionales du 25 mai suivant. Toutefois, le BNV n'obtient que 4,77 % des voix dans la Communauté valencienne, insuffisant pour entrer au Parlement régional.